# りゅうたま
りゅうたまは岡田篤宏とテーブルトークカフェ・Daydreamが製作したトラベルファンタジー物のテーブルトークRPG(TRPG)のタイトル。 2007年にジャイブから書籍版にて発売された。

## 概要
「ファンタジー世界を旅する」ということを主要素に作られたテーブルトークRPG。西遊記や東方見聞録、キノの旅のような「旅行記」の物語を体験することを主軸に置いたゲームである。プレイヤーキャラクターは全員が「旅人」になり、飢えや渇き、野獣の襲撃などの危機を回避しながら旅を続け、未知なる都市に赴き世にも珍しいものを見聞きし、また別の街へと向かう、というのがこのゲームの基本的なプレイスタイルとなる。

## 世界設定
りゅうたまには決まった世界設定はなく、ゲームに参加するものたちが自分たちの好みの世界を作るのが基本となっている（そのために、街づくりルールが存在する）。しかし、どのような世界でも必ず共通することに「この世界の人間は必ず一生に一回は旅に出るという風習がある」「竜人という存在が旅人たちを見守っている」という二点が存在する。
また、中世から近世のヨーロッパをベースにしたファンタジー世界を基本にイメージされたゲームなため、交通機関が整備がされていて旅がしやすいような近代社会を舞台にするのは推奨されない。ルールブックのヴィジュアルやモンスターデザインなどにはやわらかいタッチのものが多用されており、ヒロイックファンタジーのような壮大な世界観よりも、西洋のおとぎ話のような民話的な世界観をイメージの根底としている部分が見受けられる。

## システム

### キャラクターメイキング
プレイヤーキャラクター（PC)は全員が「旅人」となる。キャラクターは7つのキャラクタークラスから一つ、3つの戦闘タイプから一つを選択することで作成される。#クラスとタイプの節も参照。

### 行為判定
行為判定は上方判定に属する。キャラクターの能力値によって使用するダイスの種類が変わるのが特徴で、四面体、六面体、八面体、十面体、十二面体の5種類のダイスがゲームに使われる。

### 竜人ルール
このゲームでは、ゲームマスター（GM)は「竜人」と呼ばれるのゲーム世界の神のようなNPCを通じてゲーム世界に干渉していると解釈されている。りゅうたまでは、ゲームマスターはゲームプレイ開始時にどのタイプの竜人を担当するかを決定し、その竜人のタイプによってゲームプレイへどのような干渉ができるかが決まる。この干渉というのはプレイヤーキャラクターがピンチになったときに、奇跡のような偶然でキャラクターが助かるというようなご都合主義を発揮させるものが中心であり、いわば竜人はデウス・エクス・マキナとして機能するものである。（逆に、プレイヤーキャラクターを理不尽なピンチに陥らせて物語を盛り上げるような能力も竜人は持つ）
ただし、このような強力な干渉は回数に限りがある。

### 旅歩きルール
りゅうたまではゲームの大半は野外でのワイルダネスアドベンチャーが中心になる。野外での旅の過程で起こる様々な危機や出会いを演出するために以下のルールが設定されている。
りゅうたまでは、一日の旅の結果を、以下の判定を順番に行うことによって導き出せるようになっている。
1. コンディションチェック - 旅人の肉体的、精神的な負担がどれだけかかったかの判定。
2. 移動チェック - 天候と地形を決定し、旅人が移動によってどれくらい疲労したかどうかを判定する。
3. 方向チェック - 道に迷わず目的地へ向かっているかどうかを判定する。
4. 野営チェック - 安全で快適な夜を過ごせたかどうかを判定する。失敗すると翌日の諸判定に悪影響が出る。

### 街づくりルール
りゅうたまでは「未知なる地域にやってきて、世にも珍しいものを見聞きする」という旅行記ならではの盛り上がりを再現するために、旅の途中で訪れる場所がどのような場所かをゲーム参加者全員で決定するためのルールが用意されている。このルールはかなり柔軟に作られており「毎日、正午になると槍が天から降ってくる街」といったような奇妙奇天烈な街を作り出すことも可能。

## クラスとタイプ
- クラス
  - ミンストレル（吟遊詩人）
  - ハンター（狩人）
  - マーチャント（商人）
  - ヒーラー（癒し手）
  - ファーマー（農民・牧民）
  - クラフト（職人）
  - ノーブル（貴族）
- タイプ
  - アタックタイプ
  - テクニックタイプ
  - マジックタイプ

## 関連商品
- りゅうたま―natural fantasy R.P.G.　（基本ルールブック）　ISBN 978-4861764691
- 旅する大樹とかわいい剣―Replay:りゅうたま　（リプレイ）　ISBN 978-4861764820
- 旅する大樹とミスリルの姫君―Replay:りゅうたま　（リプレイ）　ISBN 978-4861765438
- 旅する大樹とあるく赤い砂漠―Replay:りゅうたま　（リプレイ）　ISBN 978-4861766084
- 旅する大樹とこわれた世界―Replay:りゅうたま　（リプレイ）　ISBN 978-4861766787
- 1st passport 馬車と帆船に揺られる旅―Supplement:りゅうたま　（サプリメント）　ISBN 978-4861765650
- 2nd passport ~街と世界を巡る旅~ Supplement:りゅうたま　（サプリメント）　ISBN 978-4861767319